# Peroral

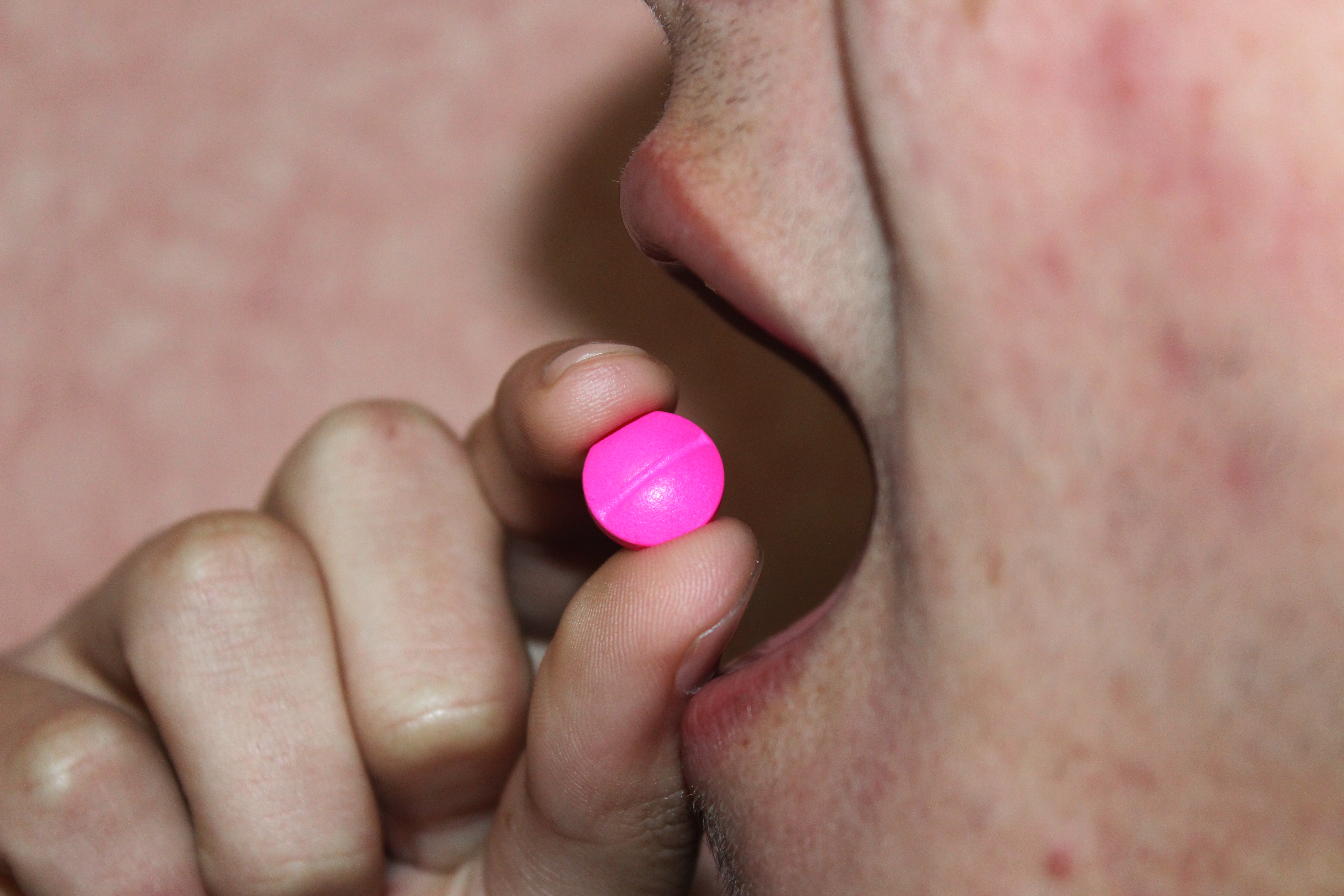
Perorale Verabreichung (Einnahme)

Mit peroral (von lateinisch per „durch, über“ und os, oris „Mund“; abgekürzt p. o. für per os) wird in der Medizin und Pharmazie die Verabreichung eines Arzneimittels über den Mund mit anschließendem Herunterschlucken bezeichnet.
Es gibt flüssige, feste und halbfeste Zubereitungen zum Einnehmen.

## Flüssige Zubereitungen
Zu den flüssigen Arzneiformen zählen Lösungen, Emulsionen und Suspensionen. Gegebenenfalls werden flüssige Formen unmittelbar vor der Anwendung aus Pulvern oder Granulaten rekonstituiert, beispielsweise, wenn die flüssige Zubereitung nicht über einen längeren Zeitraum stabil genug ist. Bei kleinvolumigen, tropfenweise zu dosierende Darreichungsformen spricht man von „Tropfen“, bei dickflüssigen, süß schmeckenden und mit Messlöffel oder -becher dosierten Formen von „Sirup“. Diese Form eignet sich in der Regel gut für Kinder.

## Feste Zubereitungen
Zu den festen Zubereitungen gehören Tabletten, Kapseln, Granulate und Pulver zum Einnehmen. 
Die festen Arzneiformen sind häufig besser haltbar, besser dosierbar und vermögen leichter den unangenehmen Geschmack einiger Arzneimittel zu überdecken. Sie können zudem mit modifizierter Wirkstofffreisetzung (z. B. verlängert, verzögert, pulsierend) oder magensaftresistent (Wirkstofffreisetzung erst im Dünndarm, etwa bei magensäureempfindlichen Arzneistoffen) gefertigt werden.
Für Wiederkäuer wie Rinder gibt es intraruminale Systeme, die länger im Pansen (Rumen) verbleiben und bei denen die Freisetzungsdauer in Abhängigkeit von der Art der Formulierung und/oder des Freisetzungssystems einige Tage bis mehrere Wochen beträgt. Sie werden in der Regel durch das Maul mit einem Applikationsrohr in den Pansen verabreicht.

## Abgrenzung
Abzugrenzen ist der perorale Verabreichungsweg von der bukkalen oder sublingualen Gabe, wo das Arzneimittel an der Wangenschleimhaut oder unter der Zunge appliziert und der Wirkstoff bereits in der Mundhöhle resorbiert wird. Lipophile, niedermolekulare Pharmaka werden über die etwa 200 cm² große Resorptionsoberfläche der Mundschleimhaut unter Umgehung des First-Pass-Effekts direkt in den großen Blutkreislauf aufgenommen. Die Resorptionskapazität der Mundschleimhaut ist jedoch begrenzt und eignet sich deshalb nur für Arzneistoffe, die schon in sehr niedrigen Dosen wirksam sind. Diese Applikationsart wird in Betracht gezogen, wenn durch eine präsystemische Metabolisierung die Aufnahme durch den Darm nicht ausreichend ist (z. B. Glyceroltrinitrat), oder wenn ein besonders rascher Wirkungseintritt erzielt werden soll (z. B. Fentanyl).
Wirkstoffhaltige Kaugummis werden nicht geschluckt, sondern setzen den Wirkstoff beim Kauen frei. Dieser entfaltet seine Wirkung entweder lokal in der Mundhöhle, oder systemisch nach Resorption des Wirkstoffs durch die Mundschleimhaut oder im Verdauungstrakt.